# سكوت شاندلير
سكوت شاندلير (بالإنجليزية: Scott Chandler)‏ هو لاعب كرة قدم أمريكية أمريكي، ولد في 23 يوليو 1985 في بيدفورد في الولايات المتحدة.

## وصلات خارجية
- سكوت شاندلير على موقع مرجع كرة القدم المحترفة.كوم (الإنجليزية)